# 好景在望
《好景在望》（英語：Here Comes the Boom），2012年美國喜剧片，导演弗兰克·克拉斯，主演凯文·詹姆斯、莎玛·希恩、亨利·温克勒。本片2012年10月12日在美国上映。

## 剧情
斯科特·沃斯是一所学校的生物老师，他在一所高中教书，平日里上课总是迟到，一到教室就无精打采坐在椅子上睡觉叫学生自习。一日，他到音乐室看到音乐老师马迪上课，听了优美的交响乐感觉心情舒畅，马迪每次下课前都说一句关于音乐的名人名言，当天他说了德国哲学家弗里德里希·威廉·尼采的名言“生命没有音乐就如同一场错误”，课后，马迪接到妻子的电话，告诉他自己怀孕了，而马迪的年纪已经五六十岁。由于经费紧张，学校不得不精简课程，他们打算砍掉音乐课，但是马迪反对，和校监辩论起来，最后，斯科特点明问题的实质是砍掉音乐科马迪就会失业，而他马上要做父亲了却还得去找工作。校监同意不砍掉音乐课，但是必须他们自己想办法解决经费问题。斯科特晚上还做兼职，教一群准备移民美国的外国人，一个综合格斗手尼可表现出色，请他课余辅导，斯科特答应了，在家的时候，斯科特观看了综合格斗比赛，尼可告诉他一场比赛即使输了也可以挣1万美金。斯科特听了之后萌生想法，打算去参加综合格斗挣钱来筹集经费。最初，斯科特参加隐蔽性的地下非法综合格斗，也挣了几千元，慢慢地，他有经验之后，决定参加在拉斯维加斯举行的全美综合格斗比赛，并最终战胜对手挣得5万美金，为学校的音乐课筹集满经费。

## 演员
- 凯文·詹姆斯—— 斯科特·沃斯（Scott Voss）
- 莎玛·希恩 —— 贝拉·弗洛雷斯（Bella Flores）
- 亨利·温克勒 —— 马提（Marty）
- 夏芮絲—— 玛利亚·德·拉·克鲁兹（Malia De La Cruz）
- 加里·瓦伦丁（英语：Gary Valentine） —— 埃瑞克·沃斯（Eric Voss）
- 巴斯·鲁特恩（英语：Bas Rutten） —— 尼可（Niko）
- 雷吉·李 —— 德·拉·克鲁兹先生（Mr. De La Cruz）
- 葛瑞·格杰曼——贝歇尔（Principal Duke Becher）
- 傑森·米勒（英语：Jason Miller (fighter)） —— 幸运帕特里克·莫里（ "Lucky" Patrick Murray）
- 马克·穆尼奥兹（英语：Mark Muñoz）—— 罗梅罗（Romero）
- 梅莉莎·彼得曼—— 劳伦·沃斯（Lauren Voss）
- 布鲁斯·巴佛——自己（Himself）
- 克日什托夫·索斯亚斯基（英语：Krzysztof Soszynski）—— 肯·迪特里希（Ken Dietrich）
- 石井慧—— 會場格鬥員
- 馬克·戴爾拉葛羅特（英语：Mark DellaGrotte）——自己
- 乔·罗根——自己
- 赫伯·迪恩（英语：Herb Dean）——自己
- 邁克·戈德堡（英语：Mike Goldberg） ——自己
- 萬德雷·席爾瓦（英语：Wanderlei Silva）——自己
- 切爾·松恩（英语：Chael Sonnen）—— 爭吵格鬥員
- 雅各伯·杜兰（英语：Jacob Duran）——自己
- 梅尔乔·梅纳（英语：Melchor Menor）——师育通（Sityodtong）健身房格鬥員

## 制作
该片在美国马萨诸塞州取景拍摄。